# Tokonoma

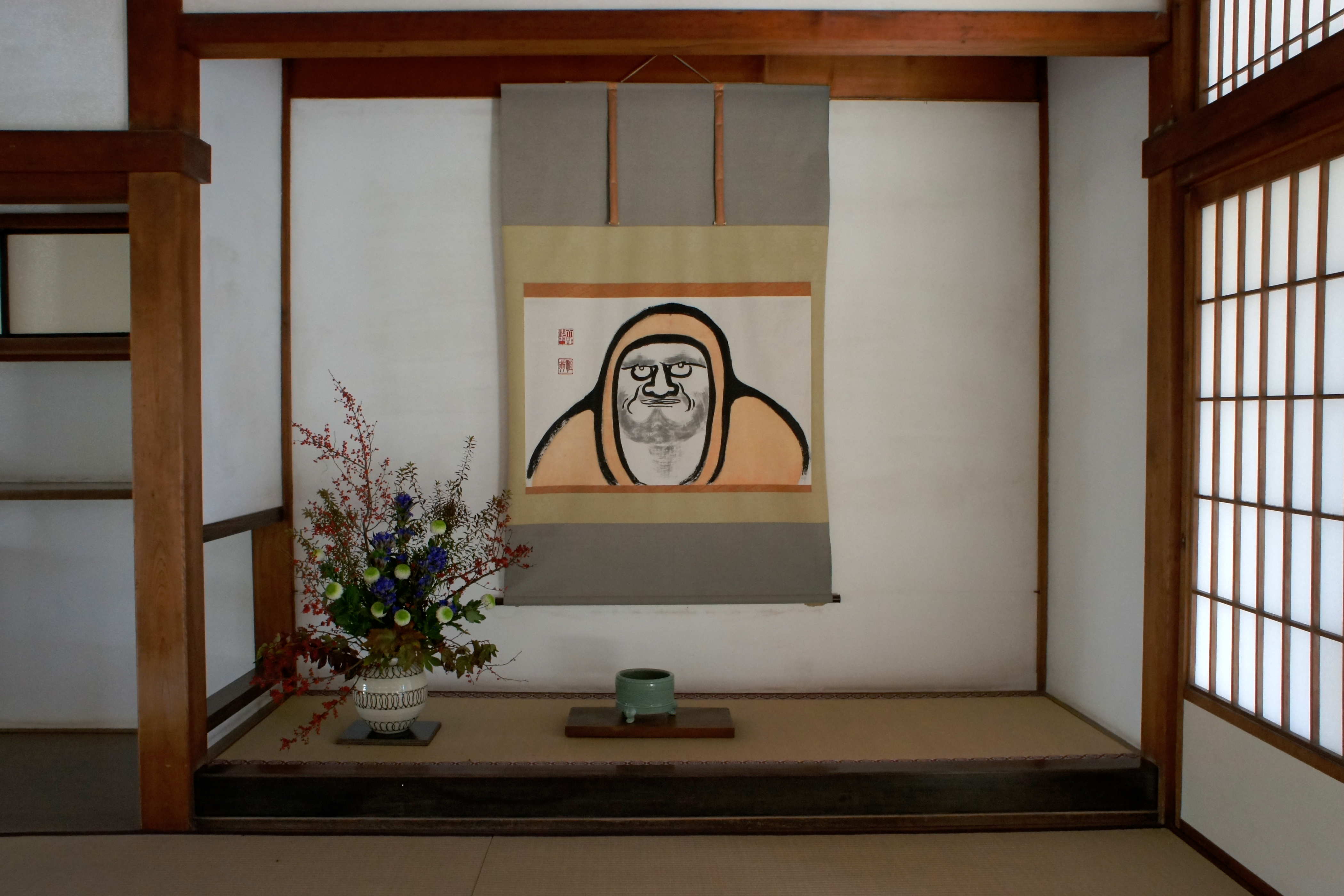
Un Tokonoma giapponese con una pergamena di tipo emakimono e una composizione di Ikebana

Un tokonoma (床の間?) è una piccola alcova rialzata presente nelle washitsu, la stanza in stile tradizionale Giapponese con tatami per pavimento, dove solitamente sono appese le pergamene giapponesi, dette kakemono. Anche Ikebana e/o bonsai appaiono spesso in esse. I tokonoma e gli elementi che lo compongono sono componenti essenziali dell'architettura d'interni tipica giapponese. I  Tokonoma apparvero durante il Periodo Muromachi (XIV secolo - XVI secolo).
Quando si fanno accomodare gli ospiti nella washitsu (solitamente una stanza apposita tra le stanze in stile occidentale), la corretta etichetta giapponese vuole che l'ospite più importante le sia seduto dinanzi, dandole le spalle. Questo per modestia, in quanto all'ospitante non è dato mostrare il contenuto del tokonoma all'ospite, quindi è necessario fare in modo che egli non lo veda durante il convivio.
È molto scortese entrare nel tokonoma.
L'architetto americano Frank Lloyd Wright, influenzato dall'architettura giapponese, lo ha paragonato al caminetto, facendone la controparte occidentale.